# Догма (фильм)
«До́гма» (англ. Dogma) — американский фэнтезийный комедийно-драматический фильм 1999 года. Четвёртая картина в вымышленной вселенной View Askewniverse Кевина Смита. Фильм был показан в рамках Каннского кинофестиваля.

## Сюжет
Два падших ангела, Локи и Бартлби (в миру Ларри и Барри), сосланные Богом за ослушание на землю, а точнее в штат Висконсин, смертельно уставшие от своего бессмертия и отлучения от божественного присутствия, узнаю́т, что у них появился шанс вернуться домой, в рай. Кардинал католической церкви Игнатиус Глик проводит пиар-акцию для продвижения христианства среди молодежи: все, кто пройдёт сквозь арку одной определённой церкви, получают отпущение всех грехов. Инициатива освящена Папой Римским, а как известно, последний является наместником Бога на земле, а значит его слово имеет вес и для Небес (Мф. 18:18 - Истинно говорю вам: что вы свяжете на земле, то будет связано на небе; и что разрешите на земле, то будет разрешено на небе). И если Локи и Бартлби сбросят крылья, тем самым отказавшись от бессмертия и став обычными людьми, а затем пройдут сквозь ту арку, то после своей смерти они могут благополучно вернуться на Небеса, хотя бы и человеческим способом.
Но вернувшись на Небеса, они нарушат принцип, на котором держится всё мироздание — непогрешимость Бога. Стоит им осуществить свой план, и мир перестанет существовать.
Оказывается, это — план демона Азраила, которому надоела жизнь в аду, и он готов сделать всё, даже разрушить всё сущее, лишь бы прекратить свои муки. С помощью трёх своих помощников (роллеров с хоккейными клюшками) он отправляет в ко́му бездомного, который оказывается воплощением Бога в человеческом облике (временно сошедшим на Землю и теперь, будучи в коме, но живым, неспособным вернуться на Небеса). И пока главная угроза его замыслам недееспособна, Азраил начинает претворять в жизнь свой план.
Ангелы начинают принимать меры. К сотруднице абортария Вифании Слоун, давно утратившей веру вместе с возможностью иметь детей, с Небес спускается глас Божий — ангел Метатрон. Он возвещает ей, что она выбрана для того, чтобы спасти мир. В помощь ей он обещает двух пророков, ими оказываются Джей и Молчаливый Боб. В дороге к ним также присоединяется 13-й апостол — темнокожий Руфус, вычеркнутый из Библии из-за расизма авторов, сообщивший Вифании, что честь возглавить миссию по спасению всего сущего ей выпала из-за того, что она является пра-пра-пра-пра-пра-пра-пра-пра-пра-пра-пра-пра-внучатой племянницей Иисуса Христа, последней из рода; также одной из помощниц становится муза Серендипити, временно работающая стриптизёршей в придорожном баре в поисках вдохновения.
Пока Вифания продвигается к цели, не подозревающие о том, что являются пешкой в плане Азраила, Локи и Бартлби по пути к церкви решают «с огоньком» провести последние дни на земле и решают от души покарать грешников — прелюбодеев, любителей «златого тельца» и тому подобных, встречающихся им на пути, вернувшись к ремеслу, отказ от которого когда-то и привел к их изгнанию, в процессе ожесточаясь все больше и больше.
Чтобы не дать Вифании остановить Локи и Бартлби, Азраил отправляет за ней демонов-убийц, но пророки одолевают их. Также попытка Вифании убедить кардинала отменить церемонию проваливается, и Азраил лично захватывает протагонистов[уточнить], рассказывая им о своем плане. Чтобы продемонстрировать свою неуязвимость, Азраил позволяет Молчаливому Бобу ударить себя со всей силы клюшкой для гольфа. Поскольку клюшку Боб украл у кардинала, удар оказывается для Азраила смертельным, и остаются считанные минуты, чтобы добраться до церкви.
Локи и Бартлби, прибыв на место, объявляют, что все собравшиеся — грешники, и начинают убивать прихожан и священников, начав с кардинала. К моменту прибытия Вифании, Локи уже стал смертным, но в арку еще не прошел. Осознав, как низко он пал, Локи сам пытается остановить Бартлби, но тот убивает друга своими руками. Остановить падшего ангела никому из героев не под силу, и Джей шутит, что раз жить ему осталось минут пять, то лучше провести это время с пользой, а не валяться «как тот коматозный бомж в больнице». Вифания понимает, что бомж и есть то самое запертое между жизнью и смертью воплощение Бога, и успевает отключить его от аппарата жизнеобеспечения, но погибает сама. 
Освободившись от уз плоти, Бог останавливает Бартлби в последний момент, предотвращая конец всего сущего. Оживив Вифанию (и вернув ей способность иметь детей), Бог возвращается на Небеса, забирая с собой Метатрона, Руфуса и Серендипити, а Джей и Молчаливый Боб остаются осмысливать произошедшее.

## В ролях
| Актёр             | Роль                          |
| ----------------- | ----------------------------- |
| Бен Аффлек        | Бартлби (Барри)               |
| Мэтт Деймон       | Локи (Ларри)                  |
| Линда Фиорентино  | Вифания Слоун                 |
| Крис Рок          | Руфус                         |
| Сальма Хайек      | Серендипити                   |
| Алан Рикман       | Метатрон                      |
| Джейсон Ли        | Азраил                        |
| Джейсон Мьюз      | Джей                          |
| Кевин Смит        | Молчаливый Боб                |
| Аланис Мориссетт  | Бог                           |
| Джордж Карлин     | Кардинал Игнатиус Глик        |
| Джанин Гарофало   | Лиз                           |
| Итан Сапли        | Фекалоид (Озвучка)            |
| Брайан О'Хэллоран | Телерепортёр Грант Хикс       |
| Джефф Андерсон    | продавец в оружейном магазине |
| Гвиневер Тёрнер   | работница автовокзала         |

## Съёмочная группа
- Режиссёр — Кевин Смит
- Сценарист — Кевин Смит
- Продюсер — Скотт Мосье
- Оператор — Роберт Йомен
- Монтаж — Скотт Мосье
- Художник — Роберт Холдцмен
- Художник по костюмам — Эбигейл Мюррей
- Аниматроника — Винсент Гуастини
- Спецэффекты — Чарли Белардинелли

## Саундтрек
- Perry Como — «Magic Moments»
- Alanis Morissette — «Still»
- Mickey & Sylvia — «Love Is Strange»
- Lords of Acid — «Young Boys»
- Mooby the Golden Calf
- New Edition — «Candy Girl»
- The Chordettes — «Never on Sunday»
- Perez Prado — «Skokiaan»
- Ray Charles — «Alabama Bound»
- Run-D.M.C. — «It’s Like That»